# Befandriana-Avaratra (district)
Befandriana-Avaratra of Befandriana-Nord is een district van Madagaskar in de regio Sofia. Het district telt 228.432 inwoners (2011) en heeft een oppervlakte van 8.394 km², verdeeld over 12 gemeentes. De hoofdplaats is Befandriana-Avaratra.